# Alejandro González Nappi
Alejandro González Nappi (Montevideo, 6 d'abril de 1973) és un exfutbolista uruguaià, que jugava de defensa.
Va militar en el Nacional de Montevideo en dues etapes, primer a les lligues 93/94 i 94/95, i després la segona meitat de la temporada 95/96. L'altra la va disputar amb l'Albacete Balompié, tot i que la seua carrera al conjunt manxec es redueix a un encontre en primera divisió. Posteriorment, va jugar amb els Wanderers de Montevideo entre l'estiu de 1996 i el gener de 1998, quan es va retirar.